# Jordan Howard
Jordan Howard (Gardendale, 2 novembre 1994) è un giocatore di football americano statunitense che milita nel ruolo di running back per i Miami Dolphins della National Football League (NFL).

## Biografia

### Chicago Bears
Howard fu scelto nel corso del quinto giro (150º assoluto) del Draft NFL 2016 dai Chicago Bears. Fece il suo debutto professionistico il 19 settembre contro i Philadelphia Eagles, correndo 22 yard su tre tentativi dopo che Ka'Deem Carey si infortunò a un tendine del ginocchio. Il 2 ottobre contro i Detroit Lions, superò per la prima volta il muro delle cento yard, correndone 111.  Nel turno successivo ne corse altre 118 contro gli Indianapolis Colts, il primo rookie dei Bears a correre cento yard per due gare consecutive da Anthony Thomas nel 2001. Il 31 ottobre, contro i Minnesota Vikings, Howard corse 153 yard su 26 portate, segnando un touchdown, che gli valsero i premi di miglior giocatore offensivo della NFC della settimana e di running back della settimana. La sua stagione si chiuse al secondo posto della NFL con 1.313 yard corse dietro all'altro rookie Ezekiel Elliott e 6 touchdown su corsa, venendo convocato per il Pro Bowl al posto dell'infortunato David Johnson. Howard si unì così a Gale Sayers quali unici running back rookie dei Bears ad essere convocati per l'evento.
Nel terzo turno della stagione 2017, Howard segnò due touchdown contro i Pittsburgh Steelers, incluso quello decisivo ai supplementari che diede ai Bears la prima vittoria stagionale. Nella settimana 14 corse 147 yard e 2 touchdown nella vittoria sui Cincinnati Bengals, diventando il primo giocatore della storia dei Bears a correre mille yard in entrambe le prime due stagioni in carriera.
Il 9 settembre 2018, Howard aprì la stagione con 82 yard corse e 25 ricevute nella sconfitta 24–23 contro i Green Bay Packers. Due settimane dopo andò per la prima volta a segno nella vittoria 16–14 sugli Arizona Cardinals. Il 4 novembre segnò due touchdown contro i Buffalo Bills.
Nella settimana 14 contro i Los Angeles Rams, Howard corse un massimo stagionale di 101 yard e i Bears vinsero 15-6. Nell'ultimo turno contro i Minnesota Vikings fu premiato per la seconda volta in carriera come running back della settimana dopo avere corso 101 yard e 2 touchdown. La sua terza annata si chiuse con 935 yard corse e 9 TD. 

### Philadelphia Eagles
Il 28 marzo 2019 Howard fu scambiato con i Philadelphia Eagles per una scelta del sesto giro del draft. Nell'unica stagione con la squadra disputò 10 partite con 525 yard corse e 6 touchdown.

### Miami Dolphins
Il 17 marzo 2020 Howard firmò con i Miami Dolphins.

## Palmarès
- Convocazioni al Pro Bowl: 1

2016
- Giocatore offensivo della NFC della settimana: 1

8ª del 2016
- Running back della settimana: 2

8ª del 2016, 17ª del 2018
- Rookie offensivo del meseː 1

dicembre 2016
- PFWA All-Rookie Team - 2016